# Stenopsyche dvyankopayukia
Stenopsyche dvyankopayukia är en nattsländeart som beskrevs av Schmid 1969. Stenopsyche dvyankopayukia ingår i släktet Stenopsyche och familjen Stenopsychidae. Inga underarter finns listade i Catalogue of Life.